# Pandanretno (Srumbung)
Pandanretno is een bestuurslaag in het regentschap Magelang van de provincie Midden-Java, Indonesië. Pandanretno telt 1160 inwoners (volkstelling 2010).